# Xã Petersburg, Quận Nelson, Bắc Dakota
Xã Petersburg (tiếng Anh: Petersburg Township) là một xã thuộc quận Nelson, tiểu bang Bắc Dakota, Hoa Kỳ. Năm 2010, dân số của xã này là 29 người.